# 梅丽莎·索岑
梅丽莎·索岑（土耳其語：Melisa Sözen，1985年7月6日—），土耳其籍电影女演员，出生於土耳其伊斯坦布尔。

## 電影作品
- 2015年，冬眠 (电影)（土耳其語：Kış Uykusu）